# Schloss Großenhain

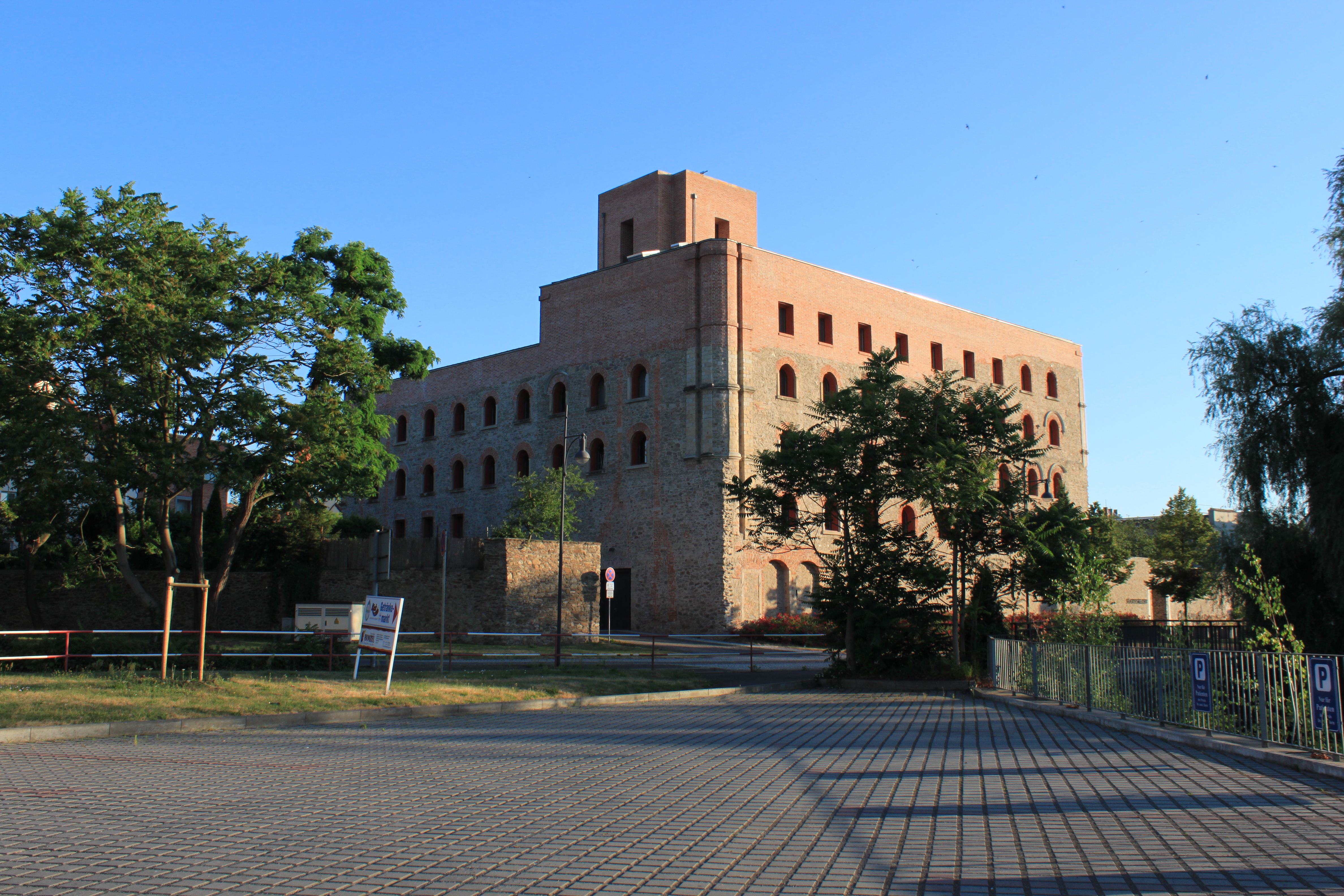
Das Kulturschloss in Großenhain

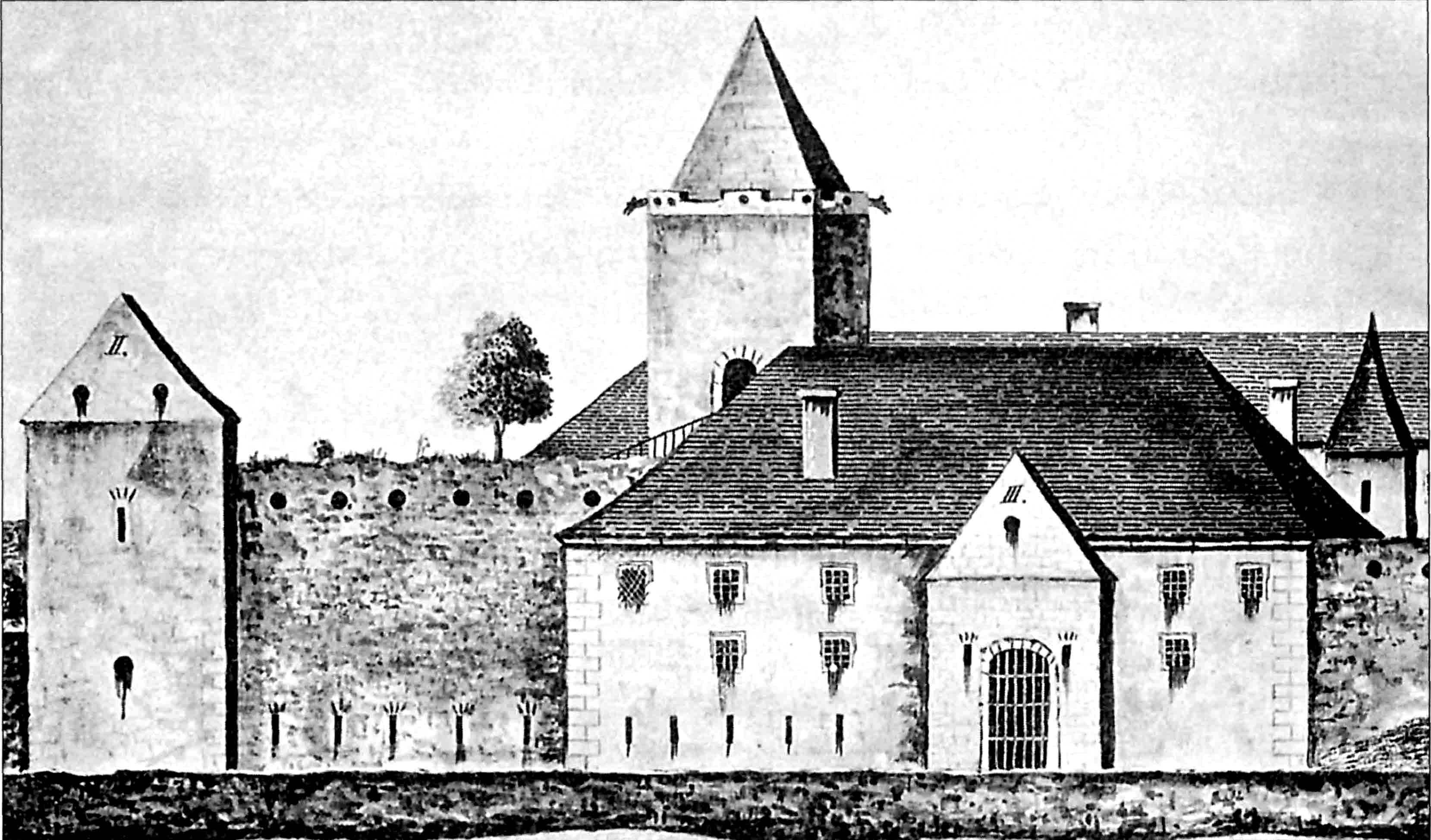
Das Schloss vor 1642 von der Promenadenseite

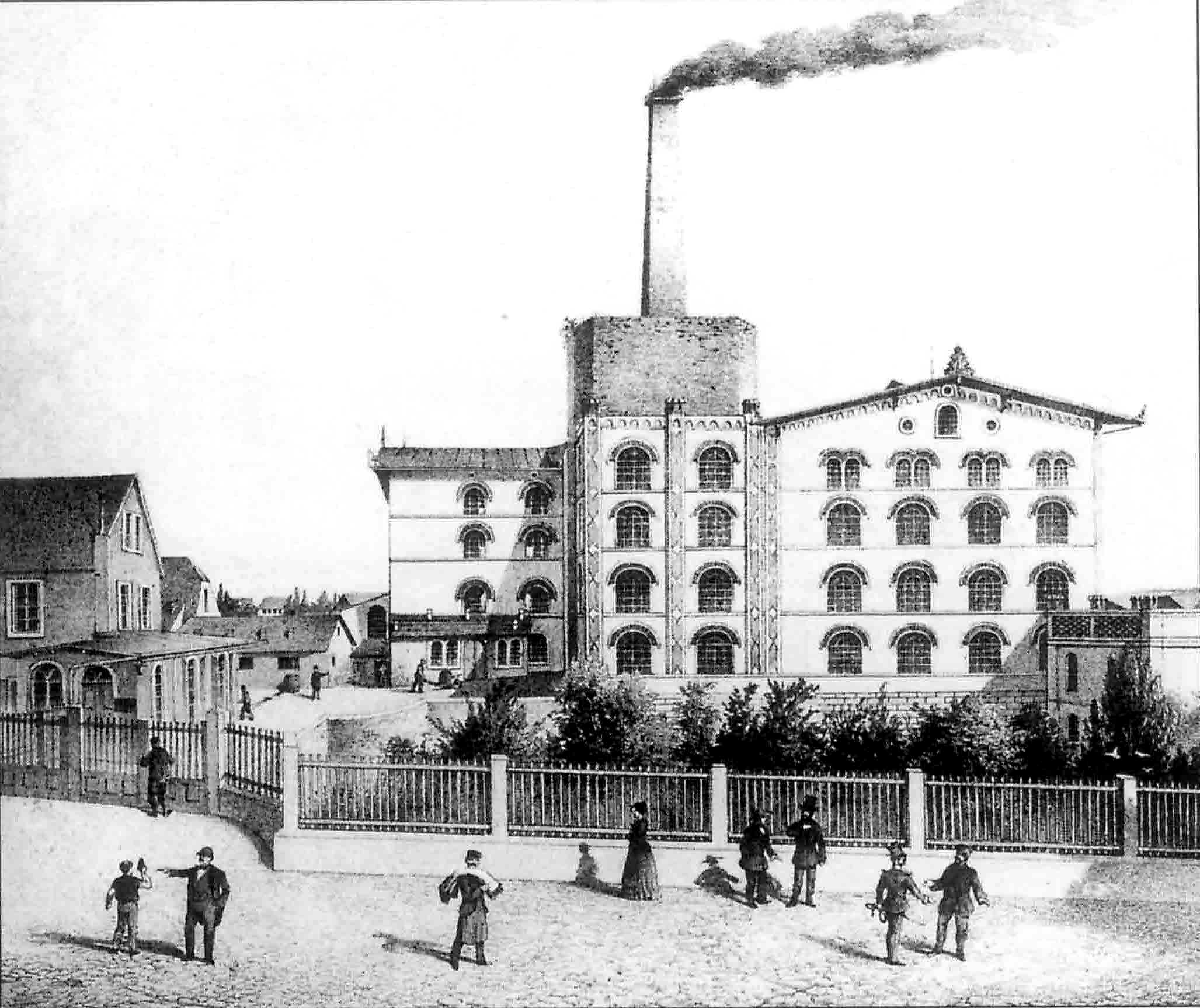
Das Schloss um 1860, damals genutzt durch die Garnspinnerei der Gebrüder Eckhardt

Das Schloss Großenhain ist ein historisches Bauwerk in Großenhain, Sachsen, das heute als Kulturzentrum Großenhain Kulturschloss bezeichnet wird und zahlreiche Räume für Kultur, Kunst, Tagungen und Veranstaltungen beherbergt. Sowohl klassische Theateraufführungen als auch große Sinfoniekonzerte, aber auch Kleinkunst und Chanson- und Jazzabende finden dort statt.

## Geschichte
Im Jahr 1289 wurde das Gebäude als „eines der wichtigsten in der Hayner Pflege“ bezeichnet. Die Burg war auch Residenz der Söhne Friedrich und Dietzmann des Landgrafen Albrecht des Unartigen. 1291 wurde die Burg wegen der Nähe zu Brandenburg als Grenzhaus befestigt und im 13. Jahrhundert wurde ein Bergfried als freistehender Turm erbaut.
Am 26. Juni 1547 wurde die Burg während eines Stadtbrandes zerstört. Im Jahr 1557 gab Kurfürst August den Befehl zum Wiederaufbau des Gebäudes, das jedoch in den Jahren 1637 und 1642 durch die Schweden im Dreißigjährigen Krieg belagert und wieder zerstört wurde. 1662 ließ der Kurfürst Johann Georg II. die Ruine reparieren. Wolf Caspar von Klengel kaufte danach „das alte Schloss zu Hayn“. In den Akten des 17. Jahrhunderts wurde das Gebäude als „Schloss“ zu Großenhain erwähnt. Am 31. Mai 1663 erschien Kurfürst Johann Georg II. in Großenhain, um die Rekonstruktion des Baus zu kontrollieren. Das Gebäude wurde jedoch wiederum im Jahre 1704 im Nordischen Krieg und am 8. Juni 1744 bei einem Stadtbrand beschädigt. Es war 1745 mit einem Wassergraben umgeben; seine Mauern sind sechs Meter dick und galten als uneinnehmbar.
1836 erweiterten die Gebrüder Eckhardt ihre Fabrik und richteten im Schloss eine Tuchappretur sowie eine Streichgarnspinnerei ein. Sie betrieben dort die erste Dampfmaschine der Stadt. 1856 brannten große Teile ab. Beim Wiederaufbau wurde der erhaltene Bergfried wieder als Standort des Schornsteins genutzt. Nach wechselnden Nutzungen und Stilllegung der Fabrik 1929 begann am 1. Juli 1951 ein neuer Abschnitt mit Gründung der VEB Stema Ofenbau. 1967 endete die industrielle Nutzung.
1998 kaufte die Stadt Großenhain das Schloss und ließ es von 2000 bis 2002 nach Entwürfen von Jörg Springer zum Kulturzentrum ausbauen. Es wird für Kultur, Kunst, Tagungen und Veranstaltungen aller Art genutzt. Der ehemalige Bergfried fungiert als begehbarer Aussichtsturm.
Im Juni 2023 entschied der Stadtrat Großenhain, am Schlossplatz mehrere Kultureinrichtungen zu bündeln und den historischen Standort zu einem modernen Ort der Begegnung, Bildung und Unterhaltung zu entwickeln. Die Pläne umfassen das städtische Museum, die Begegnungsstätte für Senioren, einen Informations- und Ticket-Schalter, Lagerräume für die Kulturzentrum GmbH und Räume für Vereine.